# سائو جوو دو مرتی
سائو جوو دو مرتی (به پرتغالی: São João de Meriti) یک منطقهٔ مسکونی در برزیل است که در ریو دو ژانیرو واقع شده‌است. سائو جوو دو مرتی ۳۴٫۸۳۸ کیلومتر مربع مساحت و ۵۹۸٬۴۵۶ نفر جمعیت دارد و ۱۹ متر بالاتر از سطح دریا واقع شده‌است.